# Episodi di Im Namen des Gesetzes (quattordicesima stagione)
La quattordicesima stagione della serie televisiva Im Namen des Gesetzes è stata trasmessa in anteprima in Germania dalla RTL Television tra il 6 settembre 2005 e il 29 novembre 2005.
| nº | Titolo originale | Titolo italiano | Prima TV Germania | Prima TV Italia |
| -- | ---------------- | --------------- | ----------------- | --------------- |
| 1  | Voll saniert     | inedito         | 6 settembre 2005  | inedito         |
| 2  | Blondes Gift     | inedito         | 13 settembre 2005 | inedito         |
| 3  | Stirb, Mörder!   | inedito         | 21 settembre 2005 | inedito         |
| 4  | Das Wunderkind   | inedito         | 27 settembre 2005 | inedito         |
| 5  | Hardliner        | inedito         | 8 novembre 2005   | inedito         |
| 6  | Zeit zum Sterben | inedito         | 15 novembre 2005  | inedito         |
| 7  | Geblitzt         | inedito         | 22 novembre 2005  | inedito         |
| 8  | Hotline          | inedito         | 29 novembre 2005  | inedito         |